# San Leandro
San Leandro város az USA Kalifornia államában. Lakosainak száma 91 008 fő (2020. április 1.).

## Népesség
A település népességének változása:
| Lakosok száma | 79 452 | 84 950 | 87 700 | 91 008 |
|               | 2000   | 2010   | 2016   | 2020   |